# Biblioteca cantonale di Bellinzona
La Biblioteca cantonale di Bellinzona è una biblioteca pubblica e la legge delle biblioteche (dell'11 marzo 1991) del Canton Ticino la definisce come "un istituto aperto a tutti, che mette a disposizione fondi librari e documentari, ordinati per rispondere a esigenze di cultura generale, di informazione e di intrattenimento". Svolge questo importante compito di diffusione della cultura e di conservazione del patrimonio culturale della memoria ticinese con le altre biblioteche cantonali ticinesi di Locarno, Lugano e Mendrisio.
La biblioteca fa parte del Sistema bibliotecario ticinese, che raggruppa le biblioteche di proprietà del Cantone Ticino e altre biblioteche presenti sul territorio.

## Storia
La biblioteca nasce come biblioteca annessa alla Scuola Cantonale di Commercio tra la fine dell'Ottocento e l'inizio del Novecento. Già negli anni Sessanta inizia a circolare l'idea di aprire la biblioteca al grande pubblico; questo avviene però solo nel 1982 con il suo trasferimento nello Stabile Torretta, assieme alla Scuola Cantonale di Commercio. L'istituto diventa Biblioteca regionale nel 1987 e Biblioteca cantonale nel 1991.
Dal 1999 la biblioteca – assieme all'Archivio di Stato, al Centro di dialettologia e di etnografia della Svizzera italiana, all'Osservatorio linguistico della Svizzera italiana, all'Ufficio dei beni culturali e alla Divisione della cultura e degli studi universitari – trova finalmente la sua collocazione definitiva nel nuovo edificio, Palazzo Franscini, realizzato a tale scopo dall'architetto Luca Ortelli.
Dal 2005 la Biblioteca cantonale di Bellinzona, unitamente al Servizio archivi locali e al Repertorio toponomastico ticinese (Archivio di Stato), ha ottenuto la certificazione di qualità ISO 9001:2000.

## Patrimonio
La Biblioteca cantonale di Bellinzona conserva libri, audiolibri, DVD, CD-Rom, riviste e giornali e banche dati.
La collezione è suddivisa tra il settore Lettura dedicato alla divulgazione e all'intrattenimento e il settore Studio che si compone di opere di approfondimento e di studio, incentrate in particolare sulle materie di specializzazione della biblioteca: scienze sociali (sociologia, politica, economia, diritto), geografia e storia.
Il fondo di 150.000 volumi è per gran parte a libero accesso, mentre una parte è conservata in magazzino ed è consultabile e prestabile su richiesta. 
Gestisce inoltre la Documentazione regionale ticinese e il Centro di documentazione sociale.
- Libri: 142'000 (di cui 72'000 volumi a libero accesso)
- Riviste: 1'000
- CD/DVD-rom: 460
- DVD video e VHS: 1'740
- CD audio e audiocassette: 230

### Documentazione regionale ticinese
La documentazione regionale ticinese è un centro di documentazione all'interno della biblioteca il cui scopo è raccogliere informazioni sulla realtà della Svizzera Italiana.
I dossier documentari sono una raccolta di documenti su supporti diversi (libri, articolo di rivista, sito Internet, materiale audiovisivo, banca dati, ecc.) su di un tema particolare riguardante la Svizzera italiana. I dossier sono disponibili in versione cartacea in biblioteca oppure sono accessibili nella versione digitale dal sito Archiviato il 5 luglio 2010 in Internet Archive..

### Servizio audiovisivi
Il Servizio audiovisivi è un centro multimediale volto a raccogliere e fornire gli strumenti e l'assistenza per la consultazione (diretta o indiretta) di materiale multimediale (sonoro, visivo, fotografico e digitale) della biblioteca.
- Accesso a numerose banche dati, tra cui la banca dati della RSI - Radiotelevisione svizzera di lingua italiana
- Possibilità di ricerca di numerosi articoli di giornali e di riviste
- Posto d'ascolto della Fonoteca nazionale svizzera
- Possibilità di vedere e prendere in prestito film su videocassetta e DVD

### Centro documentazione sociale
Il Centro di documentazione sociale è un centro di documentazione all'interno della biblioteca che offre un servizio di informazione, documentazione, ricerca, formazione e consulenza nell'ambito di: 
- temi di carattere sociale, in particolar modo legate alle dipendenze
- la famiglia e l'educazione dei figli

Si rivolge a operatori socio-sanitari, insegnanti, educatori, associazioni, volontari, studenti, genitori e a tutti coloro che sono interessati alle tematiche trattate.

## Servizi
Si rivolge a un pubblico variegato sia per età che per interessi.
Per accedere ai servizi della biblioteca bisogna essere iscritti al sistema bibliotecario ticinese.
I principali servizi offerti dalla biblioteca sono:
- Consulenza nella ricerca bibliografica
- Prestito di libri, fascicoli di riviste, dvd, cd-audio e cd-rom
- Prestito interbibliotecario da altre biblioteche svizzere
- Accesso a varie banche dati
- Accesso gratuito ad internet
- Possibilità di utilizzare PC per l'elaborazione di testi, per la consultazione di CD-ROM e DVD-ROM
- Possibilità di utilizzare un apparecchio stereo per l'ascolto di registrazioni
- Possibilità di vedere film da DVD o VHS
- Visite guidate su appuntamento
- Numerose attività culturali quali conferenze ed esposizioni

Tutte le opere possedute dalla biblioteca sono registrate nel catalogo collettivo cantonale del sistema bibliotecario ticinese.